# 1876년 이탈리아 총선
1876년 이탈리아 총선은 이탈리아 하원 508인을 선출하기 위한 첫 선거로 1876년 11월 5일 1차 투표, 11월 12일 2차 투표가 치러졌다.
당시 이탈리아 선거법의 유권자 규정에 따라, 이탈리아 총인구 2800만여 명에 비해 선거에 투표한 사람은 남성 유권자 605,007명에 불과하였다. 유권자들은 귀족, 자본가, 불로소득자 등의 부유층이 주를 이루었으며 온건파 성향을 지니고 있고 국왕에 충성하며 낮은 수준의 국가예산 운용을 지지하였다. 역사적 우파 세력이 과반의석을 차지한 마지막 총선이기도 하다.

## 선거 운동
1876년 초 우파 정권이 실각하고 원내 508석 가운데 414인의 지지를 얻으며 이탈리아 총리에 오른 좌파진영의 아고스티노 데프레티스가 11월에 실시한 조기 선거였다. 상대 진영인 역사적 우파는 볼로냐 출신의 마르코 밍게티 전 총리가 이끌고 있었다.
선거 결과 사상 처음으로 좌파 진영이 승리하였으며 전체 508석 가운데 414석을 차지하였다. 이 가운데 12명은 극좌 성향의 의원이었다. 역사적 우파 진영이 이탈리아 북부의 불로소득자들을 중심으로 온건 정치관과 국왕에 충성하고 낮은 국가예산 운용을 지지하였다면, 역사적 좌파는 이탈리아 남부의 부르주아지를 중심으로 저세율, 세속화, 강력한 대외정책, 공공일자리를 지지하하는 성향을 보였다.

## 참여 정당
| 정당 | 정당        | 성향 | 대표                  |
| ---- | ----------- | ---- | --------------------- |
|      | 역사적 좌파 | 자유 | 아고스티노 데프레티스 |
|      | 역사적 우파 | 보수 | 마르코 밍게티         |

## 선거 결과
|                           |             |         |        |           |      |
| 정당                      | 정당        | 득표수  | %      | 의석수    | 변화 |
|                           | 역사적 좌파 | 243,319 | 70.21  | 414 / 508 | +182 |
|                           | 역사적 우파 | 97,726  | 28.20  | 94 / 508  | -182 |
|                           | 무소속      | 5,530   | 1.60   | 0 / 508   | -    |
| 총합                      | 총합        | 346,575 | 100.00 | 508       | 0    |
| 유효표                    | 346,575표   | 96.74%  |        |           |      |
| 무효표                    | 11,688표    | 3.26%   |        |           |      |
|                           |             |         |        |           |      |
| 총 투표수                 | 358,263표   | 100.00% |        |           |      |
| 유권자 (투표율)           | 605,007표   | 59.22%  |        |           |      |
| 출처: 이탈리아 국가통계청 |             |         |        |           |      |